# Полосухин, Леонид Николаевич
Леонид Николаевич Полосухин (1901—1967) — генерал-майор Советской Армии, участник польского похода и Великой Отечественной войны.

## Биография
Леонид Полосухин родился 29 апреля 1901 года в городе Красный Холм (ныне — Тверская область). В марте 1920 года  призван на службу в Рабоче-крестьянскую Красную Армию.
В 1920 году окончил полковую школу 9-го запасного полка, в 1921 году — Высшую школу военной маскировки Московского военного округа. Служил в стрелковых, а с 1927 года — в артиллерийских частях Петроградского (Ленинградского) военного округа.
В 1927 году экстерном окончил артиллерийскую школу, а в 1930 году - курсы усовершенствования командного состава зенитной артиллерии.

Могила Полосухина на Лукьяновском военном кладбище Киева.

В 1936 году Полосухин окончил Военную артиллерийскую академию имени Ф. Э. Дзержинского, после чего служил начальником штаба 8-го полка ПВО 1-й отдельной артиллерийской бригады ПВО Белорусского военного округа, начальником 1-й части штаба этой же бригады. Участвовал в польском походе. В январе 1940 года он был направлен на должность начальника отделения авиазенитной обороны — старшего преподавателя авиазенитной обороны курсов усовершенствования командного состава противовоздушной обороны.
С первых дней Великой Отечественной войны Полосухин находился в действующей армии. С 24 июня 1941 года он возглавлял Винницкий бригадный район ПВО, а с октября того же года — отдел ПВО Управления командующего артиллерией 30-й армии Калининского фронта. Занимался организацией противовоздушной обороны в частях и соединениях армии. С августа 1942 года Полосухин служил заместителем по ПВО командующего артиллерией Брянского фронта, а с октября того же года — командиром 1-й зенитной дивизии Резерва Главного Командования. Во главе этой дивизии он активно участвовал в Сталинградской битве. 29 января 1943 года Полосухину было присвоено звание генерал-майора артиллерии.
С августа 1943 года служил заместителем по ПВО командующего артиллерией сначала Воронежского, а затем 1-го Украинского фронтов. Участвовал в освобождении Украинской ССР, Польши, Чехословакии, боях в Германии.
В послевоенное время служил на высоких должностях в системе противовоздушной обороны Советского Союза. В декабре 1954 года уволен в запас.
Проживал в Киеве. Скончался 3 июня 1967 года, похоронен на Лукьяновском военном кладбище Киева.
Был награждён орденом Ленина, четырьмя орденами Красного Знамени, двумя орденами Суворова 2-й степени, орденами Отечественной войны 1-й степени и Красной Звезды, иностранным орденом, рядом советских и иностранных медалей.